# Горбов, Николай Михайлович
Николай Михайлович Го́рбов (1859—1921) — педагог, публицист, переводчик. Автор учебников по истории и народному образованию.

## Биография
Родился 31 июля 1859 года. Его отец, Михаил Акимович Горбов (1826—1894) — потомственный почётный гражданин, член московского отделения Совета торговли и мануфактур, учредитель Московского купеческого общества взаимного кредита, почётный гражданин города Ливны, видный предприниматель железнодорожного строительства. Перевёл «Божественную комедию» Данте, которую его сын впоследствии издал.
Николай Горбов окончил Московскую частную гимназию Креймана, а затем — историко-филологический факультет Московского университета. В 1887 году он женился на Софье Николаевне Масловой.
Горбовы жили в своём имении в селе Петровское Новосильского уезда Тульской губернии. Вдохновленный примером школы С.А.Рачинского в Татеве, Николай Михайлович открыл школы для сельской молодежи в Петровском, а также в других селах; в 1908 году при его участии в Петровском открылось высшее начальное училище. Ученикам разрешалось пользоваться усадебной библиотекой в 10 тысяч томов, которую начал собирать ещё отец Николая Михайловича. Кроме того, он построил и содержал больницу и богадельню для крестьян, а также акушерско-фельдшерский пункт.
Н. М. Горбов вместе с женой написал несколько учебников по истории, педагогике. Кроме того, Горбов перевёл с английского произведения Томаса Карлейля — роман «Sartor Resartus» и книгу «Теперь и прежде». Горбов переписывался со Львом Толстым, бывал у него в Ясной Поляне, а также в соседнем с Петровским имении Кочеты, где жила дочь Толстого Татьяна Львовна Сухотина-Толстая.
Осенью 1917 года имение Петровское было разграблено. Библиотека, которая почти не пострадала, в 1918 году была вывезена в Тулу и стала частью фонда Тульской областной универсальной научной библиотеки.
В 1920 году Горбовы выехали в Германию. Николай Михайлович Горбов скончался 5 февраля 1921 во Франкфурте-на-Майне. Похоронен возле православной церкви в Висбадене.